# Tegami Bachi
Tegami Bachi (яп. テガミバチ, Тегамі Баті, досл. «Бджолина пошта», англ. «Letter Bee») — сьонен-манґа Хіроюкі Асади. Перші десять глав серії були випущені журналом Monthly Shonen Jump, наступні стали виходити в Jump Square. Вихід манґи триває. На основі сюжету створена аніме-екранізація. Також 16 лютого 2009 року був випущений Drama CD.

## Сюжет
Дія сюжету твору проходить у Бурштиновій країні, де панує вічна ніч. Лише обраним, багатім і впливовим, доступне місце під штучним сонцем у столиці країни, місті Світанок. Коло столиці розташувалася зона проживання людей середнього достатку, Юсарі, а вже окраїни держави, Йодака, повністю віданні біднякам. Фактично єдиною мережею зв'язку між трьома областями є мости, які до того ж дозволено перетинати небагатьом.
Таку можливість мають члени «Поштових Бджілок», гільдії кур'єрів і листонош. Один з них, Лаг Сіінг, прагне знайти свою зниклу мати і як можна вище піднятися в ієрархії «Бджіл».

## Термінологія
- Поштова Бджілка (яп. テガミバチ, Тегамі Баті) — людина, в чиї обов'язки входить доставка листів, що є частинкою сердець відправників. Справа Бджіл взаємозв'язана з ризиком, що виходе з можливого нападу Гайтю.
- Дінго (яп. 相棒, Дінго, досл. «Партнер») — тілоохоронець, що надає допомогу Бджолі з його завданнями. Він також захищає господара від нападу комах. Дінго може бути ким завгодно, від тварини до людини.
- Бджолиний Вулик (яп. ＢＥＥ－ＨＩＶＥ, Ю:бінкан Хаті но Су, Поштове Управління "Бджолиний Вулик") — штаб-квартира Поштових Бджіл. Розташована в Юсарі.
- Гайтю (яп. 鎧虫, Гайтю:, досл. «Броньовані комахи») — гігантські комахи, покриті коштовним камінням. Вони атакують усіх, кого вони зустрічають на своєму шляху. Кожен з Гайтю, що появився у манзі, був названий автором в честь того чи іншого алкогольного напою.
- Сіндан (яп. 心弾, досл. «Духовні Кулі») — частинка серця, що використовується для стрільби з Сіндандзю.
- Сіндандзю (яп. 心弾銃, Сіндандзю:, досл. «Рушниця Духовних Куль») — рушниця, що використовується для боротьби з броньованими комахами. Як снаряд використовують частинку серця.
- Духовний Бурштин (яп. 精霊琥珀, Сейрей Кохаку) — камінь, з допомогою якого частинки серця можуть бути перетворені у снаряди для рушниці.
- Духовні Комахи (яп. 精霊虫, Сейрейтю:) — вимерлі комахи, раніше ставші Гайтю або ув'язнені в Духовний Бурштин.
- Reverse (яп. リバース, Риба:су) — група людей-замовників, що бажають знищити штучне сонце.
- Мародери (яп. 略奪者, Рякудацуся) — агенти групи Reverse, що крадуть листи у Бджіл.

## Персонажі
- Лаг Сіінг (яп. ラグ・シーイング, Рагу Сі:інгу)

Сейю — Міюкі Савасіро: Головний персонаж. Дванадцятилітній хлопчик, чия зосередженість і мислення залишаються бездоганними в незалежності від ситуації. Головним його бажанням є бажання знайти матір, яка безслідно зникла декілька років тому. Його Дінго — дівчинка Ніті, яку він колись врятував від броньованих комах.
- Ніті або Нічі (яп. ニッチ, Нітті)

Сейю — Аюмі Фудзімура: Особиста Дінго Лага. Разом з ним та своїм хатньою твариною Стіком. По її ж словам родилась у місті Ейкюхьога 200 років тому, хоча виглядає як семирічна дівчинка. По сюжету з часом дізнається, що у неї є сестра-близнючка.
- Гош Суед (яп. ゴーシュ・スエード, Го:сю Суе:до)

Сейю — Дзюн Фукуяма: Поштова Бджілка, облесіанін, що живе зі своєю сестрою Сільветтою в Юсарі, але він мріє стати Керуючим Бджіл, щоб переїхати в Акацукі та вилікувати сестру. Через це він працює без відпочинку і рідко буває вдома. Потрапивши у Акацукі, губить серце та пам'ять. Його знаходить організація Реверс і дає йому нове ім'я — Нуар, та новий сенс життя — знищити штучне сонце.
- Сільветта Суед (яп. シルベット・スエード, Сірубетто Суе:до)

Сейю — Нана Мідзукі: Сестра Гоша, що живе в Юсарі. Вона рідко виходить з дому через хворі ноги. Проте те, що вона знаходиться у кріслі-каталці не робить її слабше за інших, а якраз навпаки. Заробляє тим, що робить ляльок та сукні для крамниці.
- Рода (яп. ロダ, Рода) (собака): Дінго Гоша Суеде.

- Рода (яп. ロダ, Рода) (людина)

Сейю — Юї Хоріе: ДНК Роди з'єднають з ДНК людини. Вона потрапить в організацію Реверс разом з Гошем, проте нічого не буде пам'ятати про минуле життя та про свого господаря. Тепер виглядає як молода дівчина.
- Стейк (яп. ステーキ, Суте:кі)

Сейю — Наомі Нагасава: Маленька тваринка Ніті, що жила до зустрічі з нею у «Ніжних Дюнах». Він їсть усе що смачно пахне, проте і його не раз мало не підсмажили.
- Коннор Клафф (яп. コナー・クルフ, Кона: Куруфу)

Сейю — Хисайосі Суганума: Поштова бджілка, повний хлопчик з пристрастю до їжі.
- Ларго Ллойд (яп. ラルゴ・ロイド, Раруго Роідо)

Сейю — Кацуюкі Конісі: Директор Вулика, спочатку представився як колекціонер дивовижних тварин.
- Аріа Лінк (яп. アリア・リンク, Аріа Рінку)

Сейю — Амі Косимідзу: Колишня Поштова Бджілка, страждала крайньою нещасливістю та незграбністю. Закохана в Гоша.
- Сабріна Мері (яп. サブリナ・メリー, Сабуриіа Мері:)

Тітка Лага, що проживала у Бухті Кемпбелла.
- Доктор Фандерленд молодший

Сейю — Хідео Ісікава: Біолог, спеціалізується на розтині та вивченні трупів, за що і отримав прізвисько Доктор Труп. Проте в нього добре серце.
- Зазі Вінтерс (яп. ザジ ウィンターズ, Дзадзі Уінтарзу)

Сейю — Дайсуке Кісіо: Поштова Бджілка. Юнак, що набив руку на знищенні Гайтю. Усю його родину з'їли Гайтю, тому він зі всією пристрастю ненавидить цих тварин.
- Джігі Пеппер (яп. ジギー・ペッパー, Дзігі: Пеппа:)

Сейю — Кадзуя Накаі: Один з самих знаменитих Бджіл, доставляє пошту на мотоциклі, що працює як і Сіндандзю.

## Медіа

### Манґа
Перші десять глав серії були випущені журналом Monthly Shonen Jump, наступні ж стали виходити у Jump Square. Перший танкобон вийшов 4 січня 2007 року. Також Хіроюкі Асада створив спеціальний випуск манґи, що вийшов у Weekly Shonen Jump.
Манґу ліцензували «Viz Media» (США), «Panini Comics» (Італія) и «Kana» (Франція).

#### Список глав
| - 1.«Letter and Letter Bee» (яп. テガミとテガミバチ, «Tegami to Tegamibachi») - 2.«Crybaby Boy, Letter Girl» (яп. 泣き虫少年、テガミ少女, «Nakimushi shōnen, tegami shōjo») |

| - 3. «The Letter to Jiggy Pepper, Part One» (яп. ジギー・ペッパーへの手紙／前編, «Jigī Peppā e no tegami zenpen») - 4. «The Letter to Jiggy Pepper, Part Two» (яп. ジギー・ペッパーへの手紙／中編, «Jigī Peppā e no tegami chūhen») - 5. «The Letter to Jiggy Pepper, Part Three» (яп. ジギー・ペッパーへの手紙／後編, «Jigī Peppā e no tegami kōhen») - 6. «Beehive, 13 Nocturne Way, Central Yuusari» (яп. ユウサリ中央 夜想道13番地 郵便館BEE-HIVE, «Yūsari Sentoraru Yasōmichi jūsanbanchi Yūbinkan Hachi no su») - 7. «Raspberry Hill» (яп. ラズベリー・ヒル, «Razuberī Hiru») |

| - 8. «Meeting with Sylvettte Suede» (яп. シルベット・スエードに会う, «Shirubetto Suēdo ni au») - 9. «The Crybaby Boy’s Vow» (яп. 泣き虫少年の誓い, «Nakimushi shōnen no chikai») - 10. «Beneath The Light» (яп. 光の下, «Hikari no shita») - Спец. глава — «Letter Bee and Dingo» (яп. テガミバチとディンゴ, «Tegamibachi to dingo») |

| - 11. «Letter of Lies» (яп. 嘘テガミ, «Uso tegami») - 12. «The Corpse Doctor» (яп. 死骸博士, «Shigai hakase») - 13. «Honey Waters» (яп. ハニー・ウォーターズ, «Hanī Wōtāzu») - 14. «Undelivered Letters» (яп. 届かぬテガミ, «Todokanu tegami») |

| - 15. «Memories of Three Hearts» (яп. こころの記憶、三つ, «Kokoro no kioku, mittsu») - 16. «The Person Who Was Not Able To Become Spirits of the Dead» (яп. 精霊になれなかった者, «Seirei ni narenakattamono») - 17. «A Reunion, Tears, Tears, Tears» (яп. 再会、涙、涙、涙, «Saikai, namida, namida, namida») - 18. «Bread and Underpants» (яп. パンツとパン, «Pantsu to pan») |

| - 19. «The Hydrangea-coloured Picture Letter» (яп. アジサイ色の絵テガミ, «Ajisaīro no e-tegami») - 20. «Lighthouse of Illusions in the Wilderness» (яп. 荒野幻灯台, «Kōya gen tōdai») - 21. «The Little Girl Doll» (яп. 少女人形, «Shōjo ningyō») - 22. «Film Noir» |

| - 23. «Blue Notes Blues» (яп. ブルー・ノーツ・ブルース, «Burū Nōtsu Burūsu») - 24. «Maka and Human» (яп. 摩訶と人, «Maka to hito») - 25. «200 Years of Loneliness» (яп. ひとりぼっちの二百年, «Hitori botchi no ni hyaku nen») - 26. «Garden of Spirits» (яп. 精霊の庭, «Seirei no niwa») |

| - 27. «Veritably Abbey» (яп. ベリタブリィー修道院, «Beritaburī shūdōin») - 28. «Together, We Went On A Journey…» (яп. 二人、旅をした…, «Futari, tabi o shita…») - 29. «Light, Illuminating The Darkness» (яп. 光、闇を照らす, «Hikari, yami o terasu») - 30. «For Sure» (яп. きっと, «Kitto») |

| - 31. «Return» (яп. 帰館, «Kikan») - 32. «Inspectors From The Capital» (яп. 首都監査人, «Shutokansanin») - 33. «The Cold Letter Division» (яп. 凍結物件課, «Kōrudo Retā ka») - 34. «Love of Stone» (яп. 石の愛, «Ishi no ai») |

| - 35. «Aria and the Airship» (яп. アリアと飛行船, «Aria to hikōsen») - 36. «Bolt the Brave» (яп. 勇者ボルト, «Yūsha Boruto») - 37. «Houdai Franklin» (яп. ホーダイ・フランクリン, «Hōdai Furankurin») - 38. «The Shining Eye» (яп. 光る目, «Hikaru me») - 39. «The Wolf Who Couldn’t Become Spirit» (яп. 精霊になれなかった狼, «Seirei ni narenakatta ōkami») |

| - 40. «Crossroad» (яп. クロスロード, «Kurosurōdo») - 41. «A House to Return» (яп. 家に帰る, «Ie ni kaeru») - 42. «A Bee’s Bag» (яп. BEEの鞄, «BEE no kaban») - 43. «Deep Inside the Heart» (яп. 心、その奥に, «Kokoro, sono oku ni») - 44. «Silence and Pursuit» (яп. 静寂と追撃, «Seijaku to tsuigeki») |

Глави, ще не випущені у составі танкобона:
- 45. «Voices of the Heart» (яп. 心の声, «Kokoro no koe»)

### Аніме-серіал
Аніме-адаптація сюжету манґи створена компанією Studio Pierrot під керівництвом режисера Мамору Камбе. У 2008 році вийшов тридцятихвилинний спец. випуск Letter Bee: Light and Blue Night Fantasy (яп. テガミバチ 〜光と青の幻想夜話〜, Tegami Bachi: Hikari to Ao no Gensō Yawa), після чого було оголошено про плани створення повноцінного аніме-серіалу.

#### Tegami Bachi
Прем'єра першого сезону аніме, Tegami Bachi, відбулась 3 жовтня 2009 року на телеканалах TV Tokyo, TV Osaka и TV Aichi. Остання 25 серія була показана 27 березня, 2010 року.
Відкриваючі композиції «Tegami Bachi»:
- Hajimari no Hi (яп. はじまりの日, англ. «Day of Beginnings») (виконавці — Сікао Суга та Rhymester) — 1-13 серії.
- Love Letter no Kawari ni Konoshi o. (яп. ラブレターのかわりにこの詩を。, This Poem In Place of the Love Letter.) (виконавиця — Сейра) — 14-25 серії.

Закриваючі композиції «Tegami Bachi»:
- Hatenaki Michi (яп. 果てなき道, англ. «Endless Road») (виконавиця — Хімека) — 1-13 серії.
- Hikari no Kioku (яп. 光の記憶, англ. «Memories of the Light») (виконавці — Angelo) — 14-25 серії.[20][21]

| Список серій «Tegami Bachi» | Список серій «Tegami Bachi» | Список серій «Tegami Bachi» |
| № серії                     | Заголовок | Трансляція в Японії         |
| --------------------------- | --- | --------------------------- |
| 1                           | Лист і Поштова Бджілка «Тегамі то Тегамібаті» (テガミとテガミバチ) | 3 жовтня 2009               |
| 2                           | Мій Друг «Боку но Томодаті» (ぼくの友達) | 10 жовтня 2009              |
| 3                           | Хлопчик-плаксій і Дівчинка-лист «Накімусі Сьо:нен, Тегамі Сьо:дзьо» (泣き虫少年、テガミ少女)                                                                                           | 17 жовтня 2009              |
| 4                           | Дінго Лага «Рагу но Дінго» (ラグのディンゴ) | 24 жовтня 2009              |
| 5                           | Місто-Тупик «Ікідомарі но Маті» (行き止まりの町) | 31 жовтня 2009              |
| 6                           | Лист Джигі Пепперу «Дзігі: Пеппа: е но Тегамі» (ジギー・ペッパーへの手紙) | 7 листопада 2009            |
| 7                           | Юсарі Централ, вулиця Ноктюрна, дім 13, Поштове Керівництво "Бджолиний Вулик". «Ю:сарі Сенторару, Ясо:міті Дзю:сан Банті Ю:бінкан BEE-HIVE» (ユウサリ中央 夜想道13番地 郵便館BEE-HIVE) | 14 листопада 2009           |
| 8                           | Зустріч з Сільветтою Суедо «Сірубетто Суе:до ні Ау» (シルベット・スエードに会う) | 21 листопада 2009           |
| 9                           | Присяга хлопчика-плаксія «Накімусі Сьо:нен но Тікаі» (泣き虫少年の誓い) | 28 листопада 2009           |
| 10                          | Під світлом «Хікарі но Сіта» (光の下) | 5 грудня 2009               |
| 11                          | Хибний лист «Усо Тегамі» (嘘テガミ) | 12 грудня 2009              |
| 12                          | Червоні та зелені стрічечки «Ака то Мідорі но Рібон» (赤と緑のリボン) | 19 грудня 2009              |
| 13                          | Обіцяна земля «Якусоку но Дайті» (約束の大地) | 26 грудня 2009              |
| 14                          | Доктор Трупів «Сігай Хакасе» (死骸博士) | 9 січня 2010                |
| 15                          | Втеча від кохання «Ай но То:хіко:» (愛の逃避行) | 16 січня 2010               |
| 16                          | Лист музиці від прихильника «Онгакука е но Фанрета:» (音楽家へのファンレター) | 23 січня 2010               |
| 17                          | Поштова Бджілка та Дінго «Тегамі Баті то Дінго» (テガミバチとディンゴ) | 30 січня 2010               |
| 18                          | Поштова голубка «Тегамі Бато» (テガミバト) | 6 лютого 2010               |
| 19                          | Хвора Бджілка та дівчата «Бьо:кі но Тегамі Баті то Сьо:дзьотаті» (病気のテガミバチと少女たち)                                                                                          | 13 лютого 2010              |
| 20                          | Загублені листи «Накусіта Тегамі» (なくしたテガミ) | 20 лютого 2010              |
| 21                          | Попурі спогадів «Кіоку но Попурі» (記憶のポプリ) | 27 лютого 2010              |
| 22                          | Зошит з мріями «Юме Цунагу Но:то» (夢つなぐノート) | 6 березня 2010              |
| 23                          | Медові води «Хани: Во:та:дзу» (ハニー・ウォーターズ) | 13 березня 2010             |
| 24                          | Пам'ять Трьох Сердець «Кокоро но Кіоку, Мітцу» (こころの記憶、三つ) | 20 березня 2010             |
| 25                          | Ті, хто не зміг стати Духами «Сейрей ні Наренакатта Моно» (精霊になれなかった者) | 27 березня 2010             |

#### Tegami Bachi Reverse
Показ другого сезону серіалу, Tegami Bachi Reverse, стартував 2 жовтня 2010 року.
Відкриваючі композиції «Tegami Bachi Reverse»:
- Chisana Mahō (яп. 小さな魔法, англ. Little Magic) (виконавець — Stereopony) — 1-13 серії.
- Yakusoku (яп. 約束, англ. Promise) (виконавець — Сугі Сікао) — 14 та наступні серії.

Закриваючі композиції «Tegami Bachi Reverse»:
- Wasurenagusa (яп. 勿忘草, англ. Forget-Me-Not) (виконавець — Piko) — 1-13 серии.
- Perseus (яп. ペルセウス) (виконавець — Ямадзару) — 14 та наступні серії.

| Список серій «Tegami Bachi Reverse» | Список серій «Tegami Bachi Reverse»                                             | Список серій «Tegami Bachi Reverse» |
| № серії                             | Заголовок                                                                       | Трансляція                          |
| ----------------------------------- | ------------------------------------------------------------------------------- | ----------------------------------- |
| 1                                   | Обіцянка «Якусоку» (約束)                                                       | 2 жовтня 2010                       |
| 2                                   | Нижня білизна та хліб «Панцу то Пан» (パンツとパン)                             | 9 жовтня 2010                       |
| 3                                   | Лист-картина кольору гортензії «Адзісай-Іро но Е-Тегамі» (アジサイ色の絵テガミ) | 16 жовтня 2010                      |
| 4                                   | Маяк Марив у пустелі «Ко:я Генто:дай» (荒野幻灯台)                              | 23 жовтня 2010                      |
| 5                                   | Світ Реверс «Ріба:су Ва:рудо» (リバース・ワールド)                              | 30 жовтня 2010                      |
| 6                                   | Лялька дівчинки «Сьо:дзьо Нингьо:» (少女人形)                                   | 6 листопада 2010                    |
| 7                                   | Чорна плівка «Фіруму Нова:ру» (フィルム ノワール)                               | 13 листопада 2010                   |
| 8                                   | Блюз сумних нотаток «Буру: Но:цу Буру:су» (ブルー・ノーツ・ブルース)            | 20 листопада 2010                   |
| 9                                   | Двісті років самоти «Хіторіботті но Ніхякунен» (ひとりぼっちの二百年)           | 27 листопада 2010                   |
| 10                                  | Монастир Істини «Берітабурі: Сю:до:ін» (ベリタブリィー修道院)                   | 4 лютого 2010                       |
| 11                                  | Атака каберне «Каберуне Сю:рай» (カベルネ襲来)                                  | 11 лютого 2010                      |
| 12                                  | Світло, що розганяє пітьму «Хікарі, ямі о терасу» (光、闇を照らす)              | 18 лютого 2010                      |
| 13                                  | Червона мелодія «Беніхі:ро но Сенріцу» (紅緋色の旋律)                           | 25 лютого 2010                      |
| 14                                  | День мерехтіння «Мабатакі но Хі» (瞬きの日)                                     | 8 січня 2011                        |
| 15                                  | Ласкаво просимо додому «Окаерінасай» (おかえりなさい)                           | 15 січня 2011                       |